# Elateropsis nigricornis
Elateropsis nigricornis là một loài bọ cánh cứng trong họ Cerambycidae.